# Kevin Farrell
Pour les articles homonymes, voir Farrell.
Kevin Farrell, né le 2 septembre 1947 à Dublin, est un prélat catholique irlandais, ayant obtenu en plus la nationalité américaine. Il est préfet du dicastère pour les laïcs, la famille et la vie depuis août 2016, après avoir été successivement évêque auxiliaire de Washington et évêque de Dallas. Il est créé cardinal en novembre 2016. Nommé camerlingue le 14 février 2019, il est à ce titre chargé, à la mort du pape François le 21 avril 2025, de l'administration du Saint-Siège pendant la vacance du Siège apostolique.

## Biographie

### Famille, jeunesse et formation
Kevin Farrell est né le 2 septembre 1947 à Dublin, il est le deuxième de quatre enfants et a été élevé dans la culture gaélique, son frère aîné Brian (de) deviendra par la suite évêque et secrétaire du Conseil pontifical pour la promotion de l'unité des chrétiens,.
Après ses études secondaires à Drimnagh dans la banlieue de Dublin sous l'égide des Frères des écoles chrétiennes, il intègre le noviciat des Légionnaires du Christ en 1966. L'année suivante, il découvre les États-Unis à l'occasion d'une campagne de collecte de fonds en faveur des missions en Amérique latine sous l'égide de la congrégation pour l'évangélisation des peuples.
Il est titulaire d'un baccalauréat universitaire ès lettres obtenu à l'université de Salamanque en Espagne. Il poursuit ensuite ses études à l'université pontificale grégorienne de Rome où il obtient un Master of Philosophy et une licence canonique en théologie. Il est également diplômé en théologie dogmatique et en théologie pastorale à l'université pontificale Saint-Thomas-d'Aquin. Ultérieurement il a également obtenu un MBA à l'université Notre-Dame-du-Lac (Indiana, États-Unis).

### Prêtre
Il est ordonné prêtre pour les Légionnaires du Christ le 24 décembre 1978. Il accomplit son ministère d'abord comme aumônier à l'université de Monterrey au Mexique où il s'occupe également de séminaires sur les questions de bioéthique et d'éthique sociale. Il est également dans le même temps administrateur général de la Légion du Christ, chargé des séminaires et écoles en Italie, en Espagne et en Irlande.
En 1984, il est incardiné à l'archidiocèse de Washington où il exerce différentes responsabilités paroissiales. En 1986, il succède à Seán O'Malley comme directeur du centre catholique espagnol.
Au sein de l'archidiocèse de Washington, après avoir assuré un intérim à la tête des œuvres de charité en 1988, il est nommé secrétaire pour les finances de 1989 à 2001 et enfin vicaire général en 2001. Le 13 octobre 1995, le pape Jean-Paul II lui confère le titre de prélat d'honneur de sa sainteté.

### Évêque
Le 28 décembre 2001, Jean-Paul II le nomme évêque titulaire de Rusuccuru (de) et évêque auxiliaire de Washington. Il reçoit la consécration épiscopale le 11 février suivant des mains du cardinal Theodore Edgar McCarrick. Jusqu'en 2007, il est modérateur de la curie diocésaine et premier des vicaires généraux de l'archidiocèse.
Le 6 mars 2007, Benoît XVI lui confie le siège épiscopal de Dallas où il est installé officiellement le 1er mai suivant.
Le 17 août 2016, François l'appelle au Vatican pour prendre la tête du nouveau dicastère pour les laïcs, la famille et la vie créé dans le cadre de la réforme de la curie romaine qu'il a entreprise.

### Cardinal
Il est créé cardinal comme seize autres prélats lors du consistoire du 19 novembre 2016 par François qui lui attribue la diaconie de San Giuliano Martire. Sa nomination au cardinalat est vue par le vaticaniste Andrea Tornielli comme la plus prévisible et attendue parmi celles des trois nouveaux cardinaux américains, du fait de sa nomination comme préfet de dicastère.
Il est installé dans sa paroisse cardinalice le 29 janvier 2017.
Le 14 février 2019 il est nommé par le pape camerlingue de la Sainte Église romaine, poste dans lequel il succède au cardinal Jean-Louis Tauran décédé en juillet 2018.
Le 29 novembre 2020, il est nommé par le pape président de la Commission de contrôle des contrats confidentiels, un conseil de surveillance financière de cinq membres chargé de surveiller les contrats qui sortent des procédures normales et qui, pour des raisons de sécurité, ne sont pas rendus publics.
Le 2 juin 2023, il est nommé par le pape président de la Cour de cassation de l'État de la Cité du Vatican à compter du 1er janvier 2024.
Le 21 avril 2025, il annonce le décès du pape François. Il participe ensuite au conclave de 2025 qui voit l'élection de Léon XIV.

## Succession apostolique
Kevin Farrell a ordonné les évêques suivants :
- Évêque J. Douglas Deshotel (en) (2010)
- Évêque Mark J. Seitz (en) (2010)
- Évêque Gregory Kelly (en) (2016)